# Roman
Román je najobširnejše pripovedno delo v prozi. Ima številna poglavja, dogajanje je zapleteno in po navadi zajema daljše časovno obdobje. V njem nastopa množica književnih oseb, značaj osrednje pa se razvija v samem dogajanju romana. V romanu odsevajo medčloveški odnosi in družbene razsežnosti časa ter kraja dogajanja.

## Zgodovina romanov
Najstarejše oznake za roman je mogoče najti v antični oziroma grško-rimski in staroindijski zgodovini. Antični roman so imeli za isto zvrst kot zgodovinopisje in ga z njim tudi povezujejo, najdemo pa tudi izraz pripoved. Antika torej za svoje romane ni ustvarila posebnega literarnega termina, ampak je prenašala nanj oznake drugih zvrsti. Ravno tako tudi staroindijska. 
V Evropi se je izraz roman prvič pojavil v staro-francoskem jeziku in sicer kot »romanz«. Najprej so bili romani močno junaško epski, v 12. stoletju pa se pojavi nova zvrst verznih pripovedi z viteško ljubezenskimi in pustolovskimi motivi. V 13. stoletju se termin roman prenese iz teh viteških pesnitev na prozne pripovedi. Prvi besedo roman napiše Étienne Pasquier leta 1560, v svoji enciklopediji Recherches de la France. V 17. stoletju se pomen francoskega termina »romanz« dokončno ustali. Pojem roman tako, označuje pripoved v prozi, ki je domišljijska, viteška, pustolovska, heroično-galantna ter fantastična. Francoski termin zgodaj sprejmejo Italijani kot termin »romanzo« prvi ga uporabijo Luigi Pulci, Matteo Maria Boiardo, Ludovico Ariosto  v 13. stoletju. Posebnost pri italijanskem razvoju romana pa je ta, da so termin uporabljali za dva primera: za renesančno epiko in za roman v sodobnem smislu.
Izraz se prenese tudi na Portugalsko, v Španijo, kjer je termin našel mesto šele v 17. stoletju, uporabil pa ga je Miguel de Cervantes v Don Kihotu, takrat nastane tudi pojem »novela« za daljšo pripovedno obliko. Podobni primeri so tudi v anglosaški literaturi kjer se pojavi v 13. stoletju in ima več oblik: romanse, romaunce…  
Byron je uporabil izraz »romaunt« v Romanju grofiča Harolda saj je s tem sledil Franciji. Španski in angleški termin se nato razširita v anglosaškem in latinsko-ameriškem prostoru, francoska oznaka romana pa prodre v srednjo Evropo nato na nemški prostor v 17. stoletju in nato še v slovanski prostor.

### Pojav romana na slovenskih tleh
Na slovenskih tleh se je roman pojavil leta 1866, ko je Josip Jurčič napisal prvi slovenski roman Deseti brat. Motiv Desetega brata pa je ljudski, prikazuje življenje desetega otroka v družini, ki naj bi prinašal nesrečo. Josip Jurčič je poleg romana uvedel v slovensko literaturo še črtice, pripovedke, in povesti, pri tem je štet kot najbolj zvestega sledilca literarnega programa Frana Levstika.
Tako romanopisje kot tudi sama literarna teorija je strmo napredovala po Desetem bratu, napredovala je tudi bralna kultura ob razvijanju slovenskega tiska in časopisja, pa tudi narodne politike, tudi sami pisatelji so bili vedno bolj seznanjeni s svojimi sodobniki. Janko Kersnik je eden prvih družboslovcev, ki seznanja s književnostjo bližnje kulturno okolje in nove kulturne in pravne izzive, ki prihajajo z reformami. Ivan Tavčar izstopa kot izrazito strankarski pisec, ki uvede liberalizem kot pomemben svetovni nazor. Vladimir Bartol je ena prvih slovenskih pisateljev, ki izrecno naslovi vprašanje psihoanalize v prozi, ukvarja se tudi z verskimi tematikami. Zaradi vidne povezave časopisov, gibanj in strank v zaprte kroge in večinoma kmečkim prebivalstvom, je velika skrb vložena predvsem v dvigovanje pismenosti. Prave romane, ki izpolnjujejo vse zahteve modernega oz. postmodernega romana, pa tudi podrobno trdno analizo dosedanje književnosti s stališča sodobne literarne teorije, slovenska književnost pričenja analizirati po drugi svetovni vojni. Z osamosvojitvijo vidno narašča literarna produkcija, opazno se poveča tudi žanrska produkcija.

## Delitev romanov glede na snov
- viteški,
- pustolovski,
- zgodovinski,
- vojni,
- znanstvenofantastični,
- biografski,
- psihološki,
- družbenokritični,
- kriminalni,
- ljubezenski,
- družinski,
- borilne veščine,
- a la clef roman

### Viteški roman
Viteški roman pripoveduje o dvorsko-viteškem življenju v visokem srednjem veku, nastal pa je v 12. stoletju v Franciji in se nato razširil. Prvotno je bil pisan v verzih, v 13. stoletju pa se je razvil v prozo. Še najbližje viteškemu romanu je Fran Saleški Finžgar: Pod svobodnim soncem, a je po zgradbi vse še vedno povest. Predstavnik je Ivan Sivec: Vladar Samo

### Pustolovski roman
Pustolovski roman lahko pripoveduje o več različnih obdobjih. Te zgodbe poskušajo bralcu približati nenavadna doživetja. Alamut Vladimirja Bartola je predstavnik žanra.

### Zgodovinski roman
Zgodovinski roman je večinoma daljše besedilo, iz katerega izvemo, kakšni so bili posamezni zgodovinski dogodki, osebe. V njih prepoznamo tudi določena zgodovinska dejstva. Najbolj jasen predstavnik žanra je Veliki voz Miloša Mikelna.

### Vojni roman
Vojni roman korenine te vrsta romana izhajajo iz epov. Nekateri vojni romani so nastali z namenom proti vojni, drugi pa z namenom, da bi vojno spodbudili. V slovenski književnosti ta žanr dobro predstavlja roman Toneta Svetine: Ukana.

### Znanstvenofantastični roman
Znanstvenofantastični roman ima zgodbo postavljeno v domišljiski svet, z raznimi izmišljenimi bitji kot so nezemljani, roboti, vampirji, vile, škrati, čarovniki, avtor lahko omogoča tako alternativno resničnost, utopijo, uvaja znanstvene ideje v običajno stvarnost... Najbolj jasen predstavnik je 4000 Ivana Tavčarja.

### Biografski roman
Biografski roman je neke vrste zgodovinski roman, ki realno pripoveduje o življenju pomembne zgodovinske osebe, kadar pa opisuje sodobno osebo postane samostojen žanr. Predstavnik žanra je Anton Slodnjak: Iztrohnjeno srce

### Psihološki roman
Psihološki roman pripoveduje o notranjem, duševnem stanju ljudi. Torej o njihovih čustvih, mišljenju in razmišljanju. Ta zvrst pa se je dobro razvila v sredini 19. stoletja. Žanr dolgo ni imel predstavnika v slovenskem jeziku. Goran Vojnovič: Čefurji raus,  Drago Jančar: Drevo brez imena, Miha Mazzini: Kralj ropotajočih duhov, Nejc Gazvoda:Sanjajo tisti, ki preveč spijo, Evald Flisar:Opazovalec, Branko Gradišnik: Roka, voda, kamen

### Družbenokritični roman
Družbenokritični roman s to zvrstjo pistelji kritično ocenjujejo družbo, iz različnih perspektiv in v različnih obdobjih. Najbolj jasen primer takšnega pisanja nudi Andrej E.Skubic:Fužinski bluz, Janko Kersnik:Rokovnjači, Igor Karlovšek:Odvetnik, Polona Glavan: Kakorkoli

### Kriminalni roman
Kriminalni roman pripoveduje o kriminalnih dejanjih in o razreševanju kriminalnih dejanjih, o detektivskem delu. Obstajajo pa tudi podzvrsti kriminalnega romana, ki se nanašajo na to čemur roman najbolj posveča pozornost. Slovenski predstavniki so Avgust Demšar: Evropa, Vladimir P.Štefanec: Mrtvi ne plačujejo računov, 

### Ljubezenski roman
Ljubezenski roman zelo pogosto posveti vso pozornost ljubezenskemu odnosu med glavnima literarnima likoma. Žanr je po navadi namenjen ženskam in knjige po navadi izhajajo v serijski obliki. Četudi je statistično ta tip romana najbolj bran v Sloveniji, imamo le malo predstavnikov: Feri Lainšček: Strah za metulje v nevihti, Tina Vrščaj:Zataknjena v pomladi.

### Družinski roman
Družinski roman je zvrst, ki pripoveduje o družinskih odnosih, o vzponih in padcih družine. Po navadi jo piše eden izmed družinskih članov.
Najbolj viden predstavnik takšnega pisanja v smislu sage izstopa serija romanov Bogdan Novak: Lipa zelenela je. Vidna predstavnika sta tudi Vladimir Hieng:Čudežni feniks, Katarina Marinčič: Prikrita harmonija

### Roman o borilnih veščinah
Roman o borilnih veščinah se ukvarja s tematiko borilnih veščin in športov ter ima številne podzvrsti, kot so športni roman, kriminalka, ljubezenski roman. Utemeljitelj te zvrsti v Sloveniji je Silvester Vogrinec, njegov najbolj značilni roman je Karate bojevnik : Beli galeb.

## Delitev romanov glede na obliko
- Pisemski,
- dnevniški,
- kronikalni,
- idr.